# Снеч
Снеч (енгл. Snatch), понегде преведено на српски и као Укради и бежи или Свиње и дијаманти, британска је криминалистичка комедија из 2000. године, режисера и сценаристе Гаја Ричија. Смештен у лондонском злочиначком подземљу, филм се састоји из две испреплетене приче: једна се бави потрагом за украденим дијамантом, а друга промотером бокса (Џејсон Стејтам) који се нађе под чизмом безобзирног гангстера (Алан Форд), који је спреман и вољан да пусти своје подређене да изврше тешка и садистичка дела.
Филм садржи мноштво ликова, међу којима су: ирски путник Мики О’Нил (Бред Пит), дилер оружја Борис „Оштрица” Јуринов (Раде Шербеџија), професионални лопов и зависник од коцкања Френки „Четири прста”, амерички гангстер-драгуљар Абрахам Деновиц, познат као „Рођак Ави” (Денис Фарина), ситнији криминалци Сол (Лени Џејмс) и Вини (Роби Џи), возач за бекство Тајрон (Аде) и ловац на уцене, Меткозуби Тони (Вини Џоунс). Такође се одликује кинетичким смером и стилом монтаже, замршеном двоструком радњом која садржи бројне ироничне заплете и узрочност, као и брз темпо.
Филм дели теме, идеје и мотиве са Ричијевим првим филмом, Две чађаве двоцевке. Такође је снимљен у истом визуелном стилу и укључује многе глумце из тог филма, као што су: Вини Џоунс, Џејсон Стејтам, Џејсон Флеминг и Алан Форд.

## Радња
Након што је украо 86-каратни (17,2 г) дијамант у пљачки у Антверпену, Френки „Четири прста” одлази у Лондон да види трговца дијаманата, Дага „Главу”, у име њујоршког драгуљара „Рођака Авија”. Један од других пљачкаша саветује Френкија да набави пиштољ од бившег агента КГБ-а, Бориса „Оштрице”, а онда касније позива Бориса и подстиче га да украде дијамант од њега, пре него што га он може предати Дагу.
У међувремену, промотер бокса и власник продавнице аутомата, Туркиш, наговорио је гангстера „Циглоглавог” да постави боксера „Предивног Џорџа” у меч против једног од боксера Циглоглавог. Међутим, када Туркиш пошаље свог партнера Томија и Предивног Џорџа да купе камп-приколицу од групе ирских путника, Џорџ се сукобљава са Микијем О’Нилом, шампионом бокса гулим рукама, који тешко повређује Џорџа. Туркиш уверава Микија да замени Џорџа у његовом предстојећем мечу, тако што је пристао да купи нову камп-приколицу за Микијеву мајку. Циглоглави пристаје на промену под условом да Мики падне у четвртој рунди.
Борис даје Френкију револвер у замену за услугу: Френки мора да се опклади у Борисово име, у кладионици Циглоглавог. Ави, знајући да Френки има проблема са коцкањем, лети у Лондон са својим телохранитељем „Роузбадом”, да лично преузме дијамант. Борис ангажује Винија и Сола, двојицу ситних лопова, да опљачкају Френкија док је он у кладионици. Пљачка креће наопако, а Сол, Вини и њихов возач, Тајрон, су ухваћени на камери, али успевају да киднапују Френкија.
Уместо да падне у четвртој рунди, Мики једним ударцем нокаутира свог противника. Бесан, Циглоглави узима Туркишову уштеђевину и захтева да се Мики поново бори и да овај пут изгуби. Мики одбија да се поново бори, осим уколико Туркиш не купи бољу камп-приколицу за његову мајку, али Туркиш нема новца још откако му је Циглоглави украо уштеђевину. Разјарен, Циглоглави наређује својим људима да разоре Туркишову коцкарску аркаду и спале камп-приколицу Микијеве мајке, док она спава унутра. У међувремену, Борис добија дијамант и пиштољем убија Френкија. Циглоглави проналази Сола, Винија, Тајрона и њиховог пријатеља „Лошег момка” Линколна и планира да их убије због пљачке његове кладионице. Сол га моли да поштеди њихове животе, обећавајући Циглоглавом украдени дијамант и добија 48 сати да га пронађе.
Ави и Даг ангажују „Меткозубог” Тонија како би им помогао да пронађу Френкија. Када их стаза одведе до Бориса, киднапују га и узимају дијамант, а помно их прате Сол, Вини и Тајрон. Туркиш и Томи, који су на путу да набаве пиштољ од Бориса, возе се истим делом пута. Када Томи баци Туркишов тетрапак млека кроз прозор њиховог аутомобила, он се пролива преко Тонијевог ветробранског стакла, због чега се он судара и убија Роузбада том приликом. Борис бежи из њиховог аутомобила, након чега га одмах удара Тајронов аутомобил. Тони и Ави се суочавају са Солом, Винијем и Тајроном у пабу у којем Тони схвата да су пиштољи њих тројице само реплике, што је у супротности са његовим правим пиштољем, па их застрашује и они одлазе. Рањени Борис стиже са јуришном пушком и бацачем граната у потрази за дијамантом, али га убија Тони, који у исто време рањава Тајрона. Сол и Вини остављају рањеног Тајрона и беже са дијамантом, који Вини скрива у панталонама. Када их Тони сустигне, они му говоре да је дијамант у њиховој залагаоници. Тамо, они му показују дијамант, али га прогута пас, кога је Вини набавио код путника. Ави дивље пуца у пса који бежи, случајно убијајући Тонија. Он одустаје и враћа се у Њујорк.
Мики пристаје на нову борбу како би избегао још више покоља, али се толико напија након мајчине сахране да се Туркиш плаши да неће ни стићи до четврте рунде. Ако не успе да падне како је договорено, Циглоглави ће наредити својим људима да убију Туркиша, Томија, Микија и цео камп путника. Мики стиже до четврте рунде, када изненада нокаутира свог противника. Изван арене, путници убијају Циглоглавог и његове људе. Мики се кладио на своју победу и чекао је до четврте рунде како би путницима омогућио време да ухвате у заседу и убију људе Циглоглавог у кампу.
Следећег јутра, Туркиш и Томи проналазе путнички камп напуштен. Тамо долази полиција и испитује их, а они не могу да објасне зашто су ту, све док Винијев пас изненада не дође, па они тврде да га шетају. Сол и Вини бивају ухапшени када полиција пронађе Френкијева и Тонијева тела у њиховом аутомобилу. Туркиш и Томи одводе пса ветеринару да извади шкрипутаву играчку коју је прогутао, а такође откривају и дијамант у његовом стомаку. Они се саветују са Дагом око продаје дијаманта и он зове Авија, који се враћа у Лондон.

## Улоге
| Глумац           | Улога                       |
| ---------------- | --------------------------- |
| Џејсон Стејтам   | Туркиш                      |
| Стивен Грејам    | Томи                        |
| Бред Пит         | Мики О’Нил                  |
| Алан Форд        | „Циглоглави” Пулфорд        |
| Роби Џи          | Вини                        |
| Лени Џејмс       | Сол                         |
| Аде              | Тајрон                      |
| Денис Фарина     | Абрахам „Рођак Ави” Деновиц |
| Раде Шербеџија   | Борис „Оштрица” Јуринов     |
| Вини Џоунс       | „Меткозуби” Тони            |
| Адам Фогерти     | Прелепи Џорџ                |
| Мајк Рид         | Даглас „Даг глава” Деновиц  |
| Бенисио дел Торо | Френки „Четири прста”       |
| Џејсон Флеминг   | Дарен                       |
| Велибор Топић    | Рус                         |

## Продукција
Објављен је полусатни документарац о продукцији филма у којем је велики део глумачке екипе заједно са Ричијем.

## Објављивање

### Благајна
Снеч је био у великој мери успешан, како у критичком одговору, тако и у финансијском износу, и наставио је са развојем оданог култа. Из буџета од 10 милиона долара, филм је зарадио 12.137.698 фунти у Уједињеном Краљевству, 30,3 милиона долара у Сједињеним Државама и Канади, а укупно 83,6 милиона долара широм света.

### Критички одговор
На агрегатору рецензија Rotten Tomatoes, филм има оцену одобравања од 74%, на основу 142 рецензије, са просечном пондерисаном оценом од 6,40/10. Критички консензус сајта гласи: „Иако је можда реч о стилу а не суштини, други злочин Гаја Ричија је пун жустрих дијалога, мрачне комедије и занимљивих ликова“. На Метакритик-у, филм има оцену 55 од 100, на основу 31 критичара, што указује на „мешовите или просечне критике“.